# Konrad Elméus

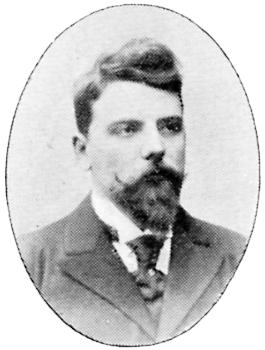
Konrad Elméus

Carl Konrad Julius Elméus, född 5 januari 1868 i Stockholm, död 7 april 1940 i Stockholm, var en svensk arkitekt.

## Biografi
Elméus var son till eldaren Carl Henrik Johansson och Helena Almström. Han avlade examen vid Byggnadsyrkesskolan i vid Tekniska skolan Stockholm 1887, varpå han hade en kortare anställning hos C F Ekholm. 
Han fortsatte sedan studierna i byggnadsfacket och i Hamburg 1888. Därefter följde några år av studieresor och yrkesverksamhet i Europa. Bland annat arbetade han för  rådhusbyggnadsbyrån i Hamburg 1888–1890, hos professor Christoph Hehl i Hannover 1890–1893 samt hos byggnadsrådet Louis Muller i Strasbourg 1893–1896. Från 1897 hade Elméus egen verksamhet i Stockholm.
Till hans arbeten hör bland annat Johanniskyrkan i Harburg 1890–1893 (under Hehls ledning), Evangeliska garnisonskyrkan i Strassburg 1893–1896 (under Mullers ledning) och gravkapellet på kyrkogården till Brännkyrka nya begravningsplats 1898–1899. Elméus var även en flitig skolhusarkitekt i Stockholm och vann tävlingen om Engelbrektsskolan 1899–1902 (som låg till grund för de slutliga ritningarna av Ernst Haegglund), skolhus vid Blommensbergsskolan 1900–1901, Sofi Almquists samskola 1903–1905 och Sofia skola 1907–1910.
Han var ledamot av Stockholms skönhetsråd från 1921, av Stockholms stadsfullmäktige, Katarina församlings kyrkoråd och Stockholms kyrkogårdsnämnd. Han erhöll S:t Eriksmedaljen 1939.

## Bilder

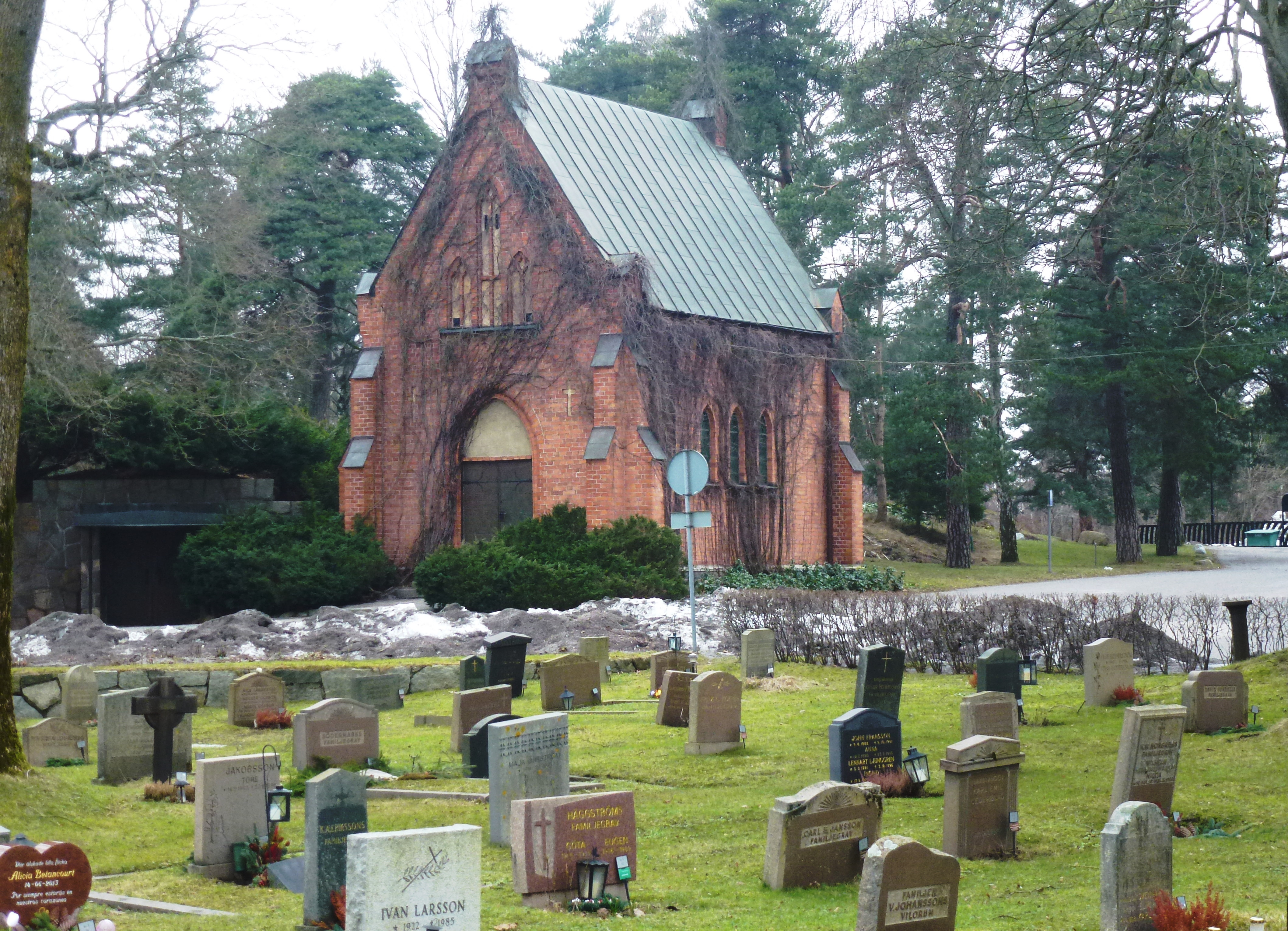
Västberga kapell.
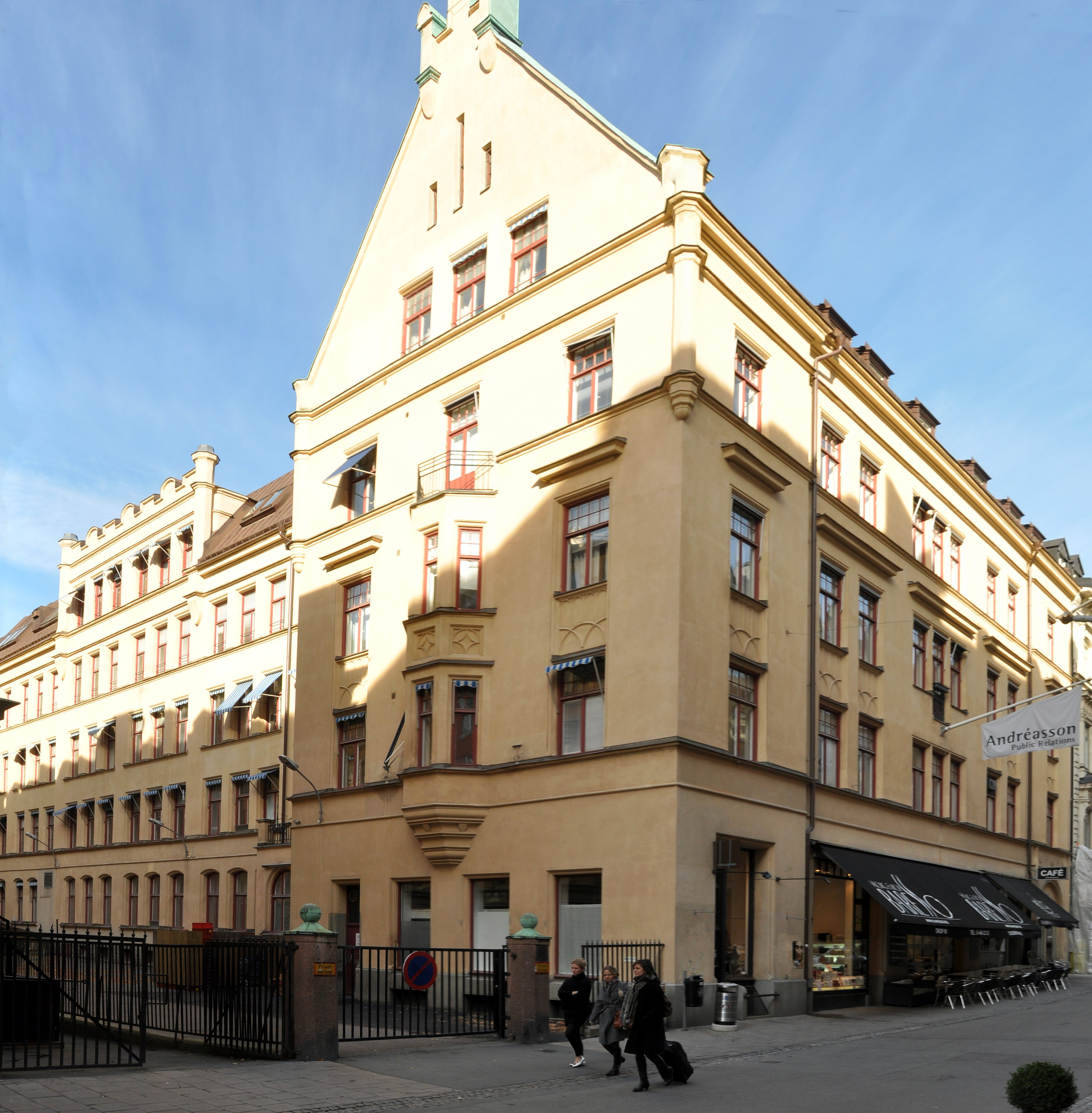
Almquistska samskolan.
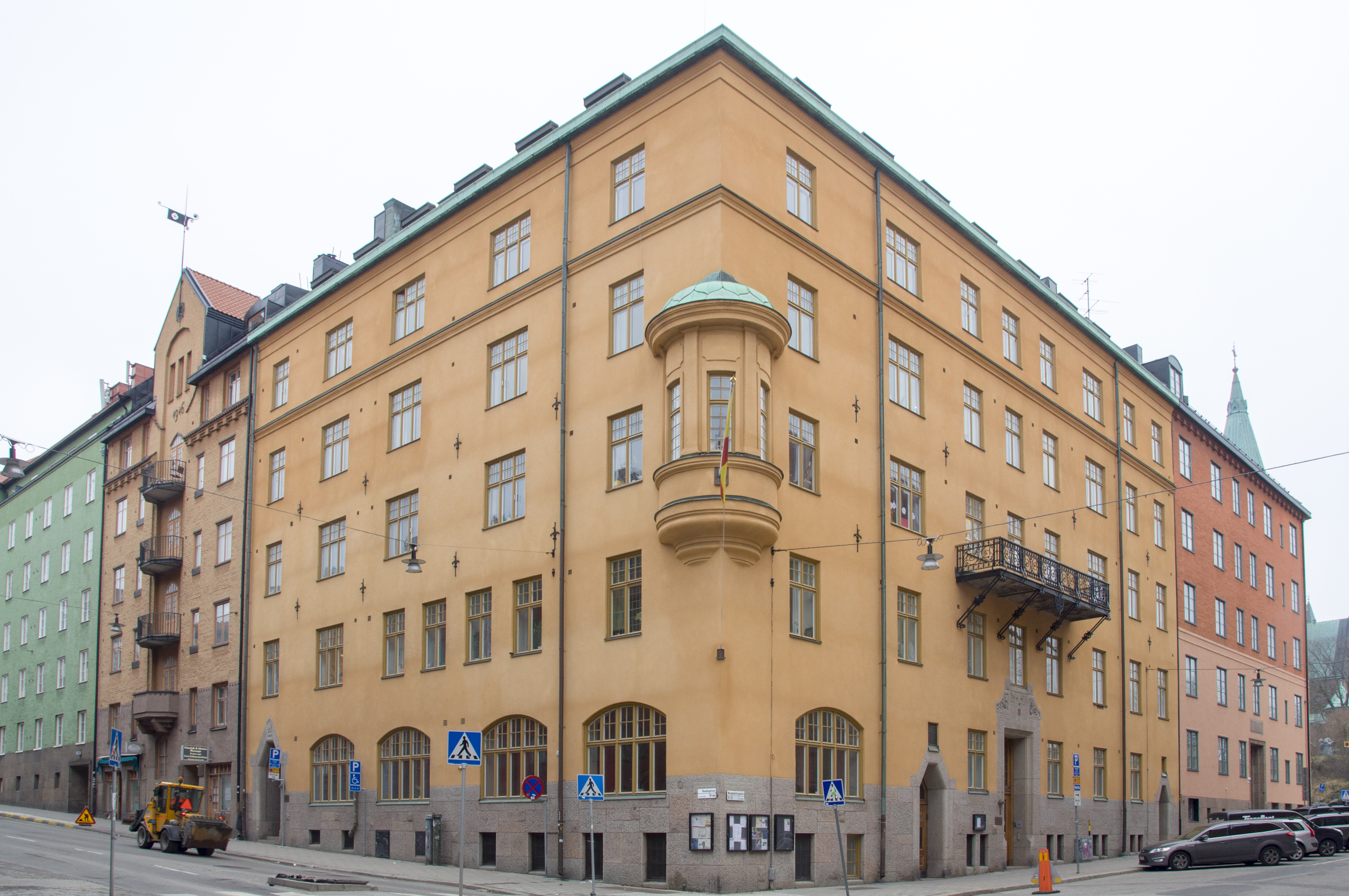
Sofia församlingshus.
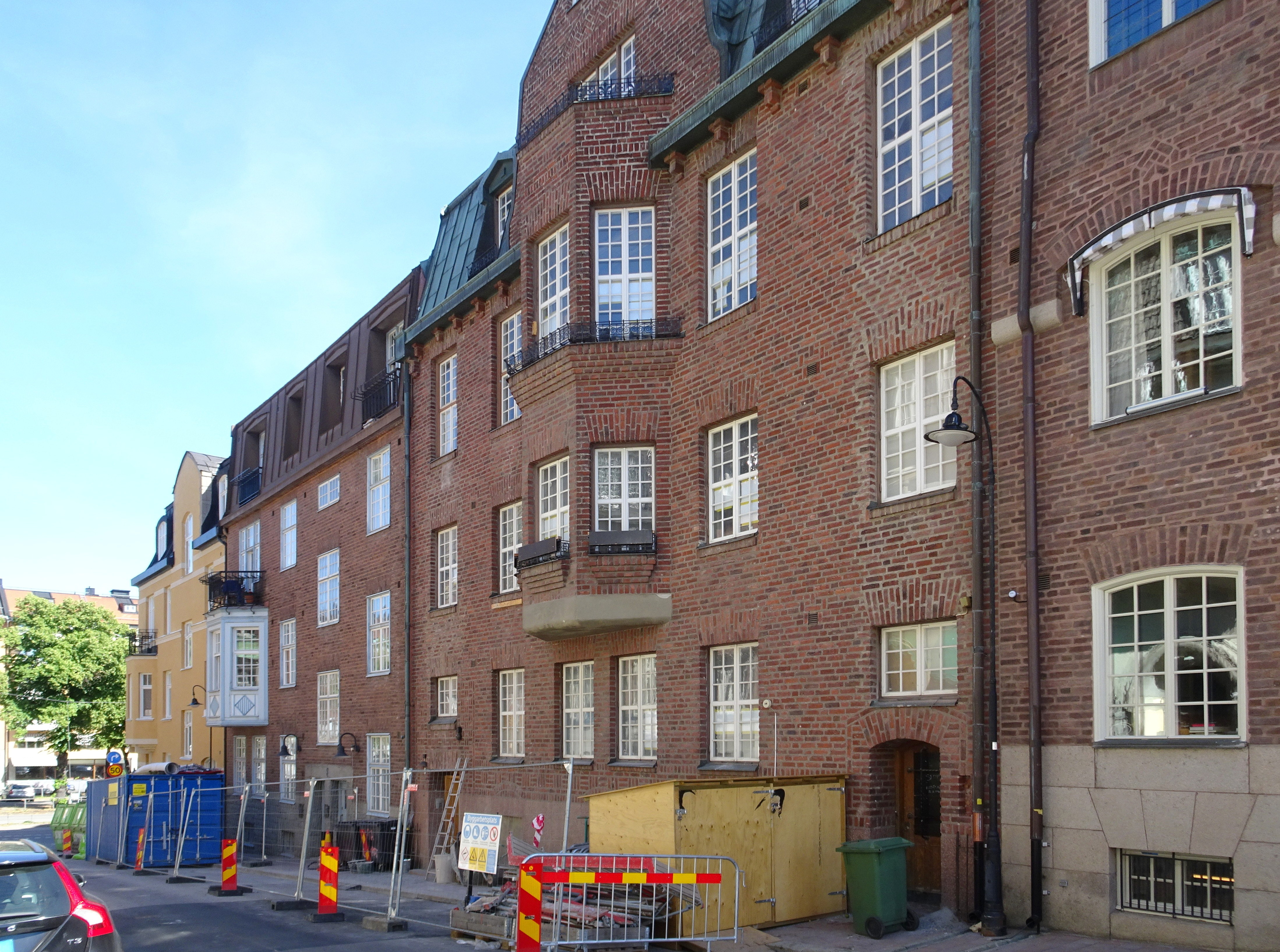
Sånglärkan 3
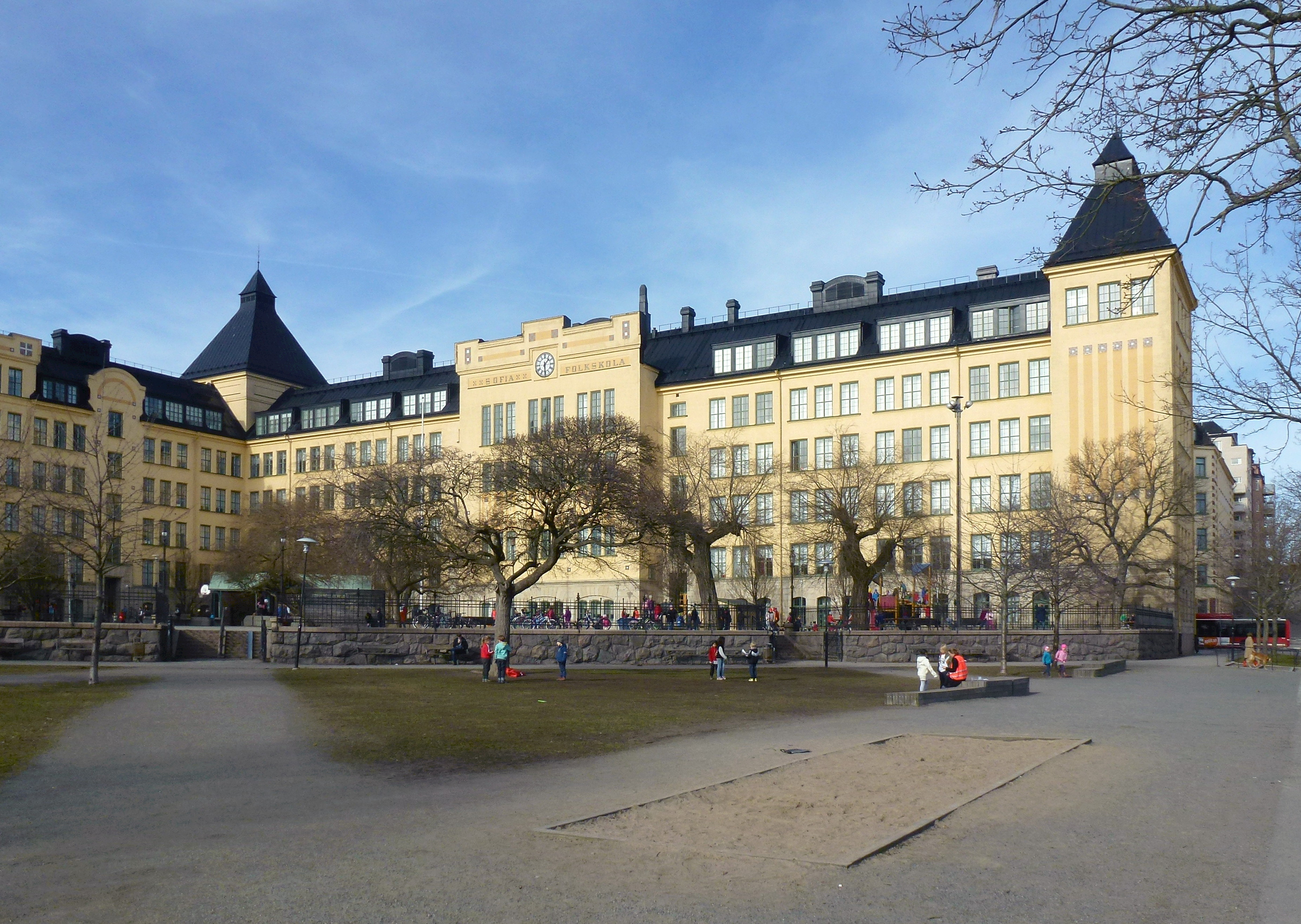
Sofiaskolan.